# Ateneo de Manila University
De Ateneo de Manila University of kortweg Ateneo is een rooms-katholieke particuliere universiteit in Quezon City in de Filipijnen. De Ateneo de Manila University voorziet in primair, secundair en tertiair onderwijs. Ook wordt aan de Ateneo onderzoek uitgevoerd.
Het ontstaan van de instelling is terug te voeren tot het jaar 1859. In oktober van dat jaar kregen de jezuïeten van de Gouverneur-generaal van de Filipijnen de opdracht om de leiding over de bestaande Escuela Municipal de Manila over te nemen. Op 10 december 1859 werd deze op dat moment private school met zo'n 30 leerlingen van Spanjaarden overgenomen door de jezuïeten. Deze datum wordt daarom aangehouden als oprichtingsdatum. Vanaf het moment van de overname werd de school deels gesubsidieerd door het stadsbestuur van Manilla. In eerste instantie werd er alleen primair onderwijs aangeboden. Nadat dit in 1865 werd uitgebreid met secundair onderwijs volgde een naamswijziging naar Ateneo Municipal de Manila. Na de overgang van de Filipijnen naar de Amerikanen verviel de subisie en ging de instelling verder als volledig private onderwijsinstelling. Daarop werd de naam door de jezuïeten gewijzigd in Ateneo de Manila. In 1908 werd de Ateneo de Manila kreeg de Amerikaanse koloniale overheid officieel de status van College. In 1959 werd de Ateneo een universiteit.
De universiteit is samengesteld uit enkele autonome faculteiten, colleges, scholen en instituten. Op elk daarvan kan hoger onderwijs gevolgd worden. Enkele opleidingen zijn door de Commission on Higher Education geaccrediteerd als Centers of Development en Centers of Excellence. De belangrijkste campus van de universiteit bevindt zich in het district Loyala Heights in Quezon City. Deze campus werd in 1952 gerealiseerd en is 83 hectare groot. Naast deze campus heeft de universiteit nog vestigingen in Rockwelle Center en Salcedo Villag in Makati en Ortigas Center in Pasig.
Aan de Ateneo de Manila University studeerden vele prominente personen waaronder enkele presidenten, de nationale held van de Filipijnen, José Rizal, diverse andere volkshelden, kunstenaars, en wetenschappers.

## Enkele bekende alumni en oud-studenten
- José Rizal, nationale held van de Filipijnen;
- Juan Luna, kunstschilder uit de 19e eeuw;
- Benigno Aquino III, president van de Filipijnen;
- Gloria Macapagal-Arroyo, president van de Filipijnen;
- Joseph Estrada, president van de Filipijnen;
- Maria Lourdes Sereno, opperrechter Filipijns hooggerechtshof;
- Lamberto Avellana, nationaal kunstenaar van de Filipijnen;
- Salvador Bernal, nationaal kunstenaar van de Filipijnen.